# 18 bits
En arquitectura de computadoras, 18-bits es un adjetivo usado para describir enteros, direcciones de memoria u otras unidades de datos que comprenden hasta 18 bits (2.25 octetos) de ancho, o para referirse a una arquitectura de CPU y ALU basadas en registros, bus de direcciones o bus de datos de ese ancho.
18 dígitos binarios alcanzan 262144 (1000000 octales, 40000 hexadecimales) combinaciones distintas.
18 bits era una medida de palabra común para pequeños ordenadores en los años 1960s, cuándo los ordenadores grandes a menudo utilizaban palabras de 36-bits y los juegos de caracteres de 6 bits eran la norma.

## Ejemplos de arquitecturas de ordenador de 18 bits
Posiblemente la arquitectura de ordenador de 18 bits más conocida era la de los miniordenadores PDP-1, PDP-4, PDP-7, PDP-9 y PDP-15 producidos por la empresa DEC entre 1960 y 1975.
UNIVAC produjo varios ordenadores de 18 bits, incluyendo el UNIVAC 418 y varios sistemas militares.
El IBM 7700 Data Acquisition System fue anunciado por IBM el 2 de diciembre de 1963.
El BCL Molecular 18 era un grupo de ordenadores diseñados y fabricados en el Reino Unido en los años 1970s y 1980s.
El NASA Standard Spacecraft Computer o NSSC-1 fue desarrollado como componente estándar para la Aeronave Modular Multi-Misión (MMMS) en el Centro de Vuelos Espaciales Goddard (GSFC) en 1974.
El Flying-spot store era una memoria óptica digital, fue el primer sistema experimental de intercambio de datos electrónicos. Usaba nueve platos de memoria óptica que eran leídos y escritos dos bits a la vez, produciendo una medida de palabra de 18 bits.

## Codificación de caracteres
Las máquinas de 18 bits utilizaban una variedad de codificación de caracteres:
- El DEC Radix-50, llamado formato Radix 508, empaqueta tres caracteres más dos bits en cada palabra de 18 bits[1]
- El Teletipo empaqueta tres caracteres en cada palabra de 18 bits; cada carácter era de 5 bits en código Baudot más un bit de mayúsculas.[2]
- El formato DEC SIXBIT empaqueta tres caracteres en palabra de 18 bits,[2] cada carácter de 6 bits se obtenía al quitar el bit alto del código ASCII de 7 bits, lo que convertía las minúsculas en mayúsculas.